# Air Labrador
Labrador Airways Limited, que operaba como Air Labrador, fue una aerolínea regional con sede en el Aeropuerto de Goose Bay (CFB Goose Bay), en Goose Bay , Terranova y Labrador, Canadá. Operaba vuelos regulares diarios de pasajeros y servicios de carga a través de Labrador y Quebec, así como operaciones de vuelos chárter con las opciones de aterrizaje con ruedas, esquíes, o flotadores. Su lema era "El Espíritu de Vuelo" (en francés: "Esprit du vol").

## Historia
La aerolínea comenzó a operar en 1948, como "Newfoundland Airways", con aeronaves equipadas con hidroflotadores desde su base en Gander, Terranova, en vuelos chárter, correos y carga hacia el norte de Terranova y Labrador. Poco después, la base de la empresa se trasladó a Goose Bay. En 1983 la adquirió Provincial Investments Inc., propiedad de Roger Pike, asociándose más adelante a la empresa Labrador Aviation Services Ltd. Aunque Air Labrador era propiedad de la familia Pike, en 2010 tomó el control de la compañía Philip Earle. El 11 de marzo de 2009, se anunció que se eliminaba el servicio de vuelo a Montreal por razones económicas. En mayo de 2009 se suspendían los vuelos a  Terranova, un mes después de anunciar el cierre de las operaciones de Montreal. 
En junio de 2017, la aerolínea cesó sus operaciones.

## Destinos
Aire Labrador operaba servicios regulares a los siguientes destinos nacionales (en febrero de 2008):

### Terranova y Labrador
- Cosquillas Negro (Aeropuerto cosquillas Negro)
- Cartwright (Aeropuerto Cartwright)
- Fox Harbour (Puerto Aeropuerto Fox)
- Goose Bay (Goose Bay CFB)
- Hopedale (Aeropuerto Hopedale)
- Makkovik (Aeropuerto Makkovik)
- María de Puerto (Puerto de Aeropuerto de María)
- Nain (Aeropuerto Nain)
- Natuashish (Aeropuerto Natuashish)
- Port Hope Simpson (Port Hope Simpson Aeropuerto)
- Postville (Aeropuerto Postville)
- Rigolet (Aeropuerto Rigolet)
- Wabush (Aeropuerto Wabush)
- Puerto Williams (Williams Harbour Aeropuerto)

### Quebec
- Blanc-Sablon (Lourdes-de-Blanc-Sablon Aeropuerto)
- Chevery (Aeropuerto Chevery)
- Havre-Saint-Pierre (Saint-Pierre Aeropuerto Havre)
- Kégashka (Kégashka Aeropuerto)
- La Romana (La Romana Aeropuerto)
- La Tabatière (La Tabatière Aeropuerto)
- Natashquan (Aeropuerto Natashquan)
- Saint-Augustin (Aeropuerto Saint-Augustin)
- Sept-Îles (Sept-Îles Aeropuerto)
- Tête-à-la-Baleine (Tête-à-la-Baleine Aeropuerto)

## Flota
Flota de la compañía registrada en Ministerio de Transportes de Canadá (Transport Canada) en julio de 2017, compuesta por 9 aeronaves.